# Nucleus principalis nervi trigemini

Schema von Hirnnervenkernen im Hirnstamm. Der Nucleus principalis nervi trigemini ist der mittlere der mit V gekennzeichneten Kerne.

Der Nucleus principalis nervi trigemini (auch Nucleus pontinus nervi trigemini) ist ein paariger Hirnnervenkern des fünften Hirnnervs, des Nervus trigeminus im Hirnstamm. Er ist Allgemein-somatosensibel und verarbeitet die epikritische Sensibilität, also das feine Tastempfinden, der Gesichtsregion.

## Lage
Das Kerngebiet liegt im oberen Teil des Pons, einem Teil des Metencephalons. Dort grenzt es an zwei weitere Kerngebiete des Nervus trigeminus, den Nucleus mesencephalicus nervi trigemini und den Nucleus motorius nervi trigemini. Ebenfalls grenzt es an den Fasertrakt seines Hirnnervs, der zum Austritt an den Seitenrand der Pons zieht und von dem er seine Afferenzen erhält.
Der größte Teil der Efferenzen zieht über den Lemniscus trigeminalis zur Gegenseite (kontralateral) und hier zum Nucleus ventralis posteromedialis im Zwischenhirn. Ein Teil der Efferenzen verläuft im Tractus trigeminothalamicus dorsalis ipsilataral.

## Funktion
Der Nucleus principalis nervi trigemini enthält die Perikaryen von Nervenzellen, die Informationen von denjenigen Mechanorezeptoren der Gesichtshaut erhalten, die für das feine Tastempfinden zuständig sind. Diese Informationen werden von pseudounipolaren Nervenzellen des peripheren Nervensystems, die ihre Perikaryen im Ganglion trigeminale haben, an sie weitergeleitet.
Die Nervenzellen des Kerngebietes sorgen für die Weiterleitung der feinen Tasteindrücke zum Thalamus, wo sie verarbeitet und zum Gyrus postcentralis des Großhirns weitergeleitet werden.